# كابريلي
كابريلي (بالإيطالية: Caprile)‏ هي بلدية في مقاطعة بييلا في إقليم بييمونتي في إيطاليا.

## السكان
في سنة 1861 بلغ عدد السكان 629 نسمة، وتطور العدد ليصل في سنة 2011 لـ 206 نسمة.
يظهر هذا المخطط البياني تطور النمو السكاني لـ كابريلي